# Begleitende Hilfe im Arbeitsleben
Die Durchführung der Begleitenden Hilfe im Arbeitsleben ist eine der Hauptaufgaben des Integrationsamtes, um die Teilhabe schwerbehinderter Menschen am Arbeitsleben zu sichern (§ 185 Abs. 1 SGB IX).
Die Begleitende Hilfe soll dahin wirken, dass die schwerbehinderten Menschen
- in ihrer sozialen Stellung nicht absinken,
- auf Arbeitsplätzen beschäftigt werden, auf denen sie ihre Fähigkeiten und Kenntnisse voll verwerten und weiterentwickeln können,
- durch Leistungen der Rehabilitationsträger und Maßnahmen der Arbeitgeber befähigt werden, sich am Arbeitsplatz und im Wettbewerb mit nicht behinderten Menschen zu behaupten.

Die Begleitende Hilfe im Arbeitsleben umfasst finanzielle Leistungen und fachliche Beratung für schwerbehinderte Menschen und an deren Arbeitgeber. Zu ihr gehört außerdem die notwendige psychosoziale Betreuung schwerbehinderter Menschen durch Integrationsfachdienste. Das Integrationsamt soll außerdem darauf Einfluss nehmen, dass Schwierigkeiten bei der Beschäftigung verhindert oder beseitigt werden.
Unabhängig davon, ob Maßnahmen der medizinischen und beruflichen Rehabilitation vorausgegangen sind, umfasst die Begleitende Hilfe im Arbeitsleben alle Maßnahmen und Leistungen, die erforderlich sind, um dem schwerbehinderten Menschen die Teilhabe im Arbeitsleben und damit in der Gesellschaft zu sichern und Kündigungen zu vermeiden.

## Leistungen an schwerbehinderte Menschen
Folgende beispielhaft aufgeführte Hilfen kommen in Betracht:
- Persönliche Hilfen: Beratung und Betreuung in allen Fragen des Arbeitslebens, insbesondere bei persönlichen Schwierigkeiten, bei Problemen am Arbeitsplatz, bei Fragen im Zusammenhang mit der Schwerbehinderung, bei Konflikten mit Kollegen, Vorgesetzten und dem Arbeitgeber, bei Gefährdung des Arbeitsplatzes bis hin zur psychosozialen Betreuung, um schwerwiegende Konflikte zu lösen
- Finanzielle Leistungen: Technische Arbeitshilfen, Hilfen zum Erreichen des Arbeitsplatzes, Leistungen zur wirtschaftlichen Selbstständigkeit, Wohnungshilfen zur Beschaffung, Ausstattung und Erhaltung einer Wohnung, die den besonderen Bedürfnissen des schwerbehinderten Menschen entspricht, Leistungen zur Erhaltung der Arbeitskraft, Leistungen zur Teilnahme an Maßnahmen zur Erhaltung und Erweiterung beruflicher Kenntnisse und Fähigkeiten, Hilfen in besonderen Lebenslagen, Unterstützte Beschäftigung sowie eine notwendige Arbeitsassistenz.

## Leistungen an den Arbeitgeber
- Beratung bei der Auswahl des geeigneten Arbeitsplatzes für schwerbehinderte Menschen, bei der behinderungsgerechten Gestaltung von Arbeitsplätzen, bei allen Fragen im Zusammenhang mit der Beschäftigung schwerbehinderter Menschen, psychosoziale Beratung zur Beseitigung von besonderen Problemen
- Finanzielle Leistungen zur Schaffung neuer und behinderungsgerechter Einrichtung und Gestaltung vorhandener Arbeitsplätze für schwerbehinderte Beschäftigte, Leistungen bei außergewöhnlichen Belastungen, die mit der Beschäftigung besonders betroffener schwerbehinderter Menschen verbunden sind (§ 27 der Schwerbehinderten-Ausgleichsabgabeverordnung)
- Zuschüsse zu Gebühren bei der Berufsausbildung besonders betroffener schwerbehinderter Jugendlicher und junger Erwachsener im Alter bis zu 25 Jahren
- Prämien und Zuschüsse zu den Kosten der Berufsausbildung behinderter Jugendlicher und junger  Erwachsener (§ 185 Abs. 3 Nr. 2 c SGB IX sowie § 17 Abs. 1 Nr. 2 c SchwbAV und § 26b SchwbAV), wenn diese für die Zeit der Ausbildung durch eine Stellungnahme der Agentur für Arbeit oder durch einen Bescheid über Leistungen zur Teilhabe am Arbeitsleben kraft Gesetzes gleichgestellt sind nach § 151 Abs. 4 SGB IX
- Prämien zur Einführung eines Betrieblichen Eingliederungsmanagements.

## Unterstützung des betrieblichen Integrationsteams
Die Schwerbehindertenvertretung, der Inklusionsbeauftragte des Arbeitgebers und der Betriebsrat bzw. Personalrat werden unterstützt durch:
- Bildungs- und Informationsangebote
- Beratung im Einzelfall
- Beratung bei der Erarbeitung einer Inklusionsvereinbarung
- Beratung bei der Einführung eines Betrieblichen Eingliederungsmanagements
- Mithilfe zur Lösung von Konflikten

## Leistungen für freie gemeinnützige Einrichtungen und Organisationen
Entsprechende Einrichtungen können etwa als Träger eines Integrationsfachdienstes an der psychosozialen Betreuung schwerbehinderter Menschen beteiligt werden und dafür finanzielle Leistungen erhalten.

## Kontinuität der Beratung und Betreuung
Die Begleitende Hilfe im Arbeitsleben beginnt bereits in der Vorphase einer Einstellung und soll die schwerbehinderten Menschen im gesamten Arbeitsleben begleiten. Das Integrationsamt soll stets als Ansprechpartner für die schwerbehinderten Menschen, die Arbeitgeber und das Integrationsteam zur Verfügung stehen.
Dabei sind oft schwierige behinderungsspezifische, technische, organisatorische Probleme zu lösen. Die Integrationsämter haben deshalb besondere Fachdienste eingerichtet.

## Zuständigkeit des Integrationsamtes und der Rehabilitationsträger
Die persönlichen und finanziellen Leistungen stellen eine Ergänzung der Leistungen der Rehabilitationsträger, die auf die besonderen, individuellen Anforderungen des Arbeitsplatzes und die besonderen Bedarfe des behinderten Menschen abgestellt ist. Bei finanziellen Leistungen zur Teilhabe am Arbeitsleben kann im Einzelfall zunächst unklar sein, ob das Integrationsamt oder ein Rehabilitationsträger zuständig ist. Für diesen Fall regelt die Zuständigkeitsklärung des § 14und des § 15 SGB IX, wie zu verfahren ist.
Das Integrationsamt hat die Möglichkeit, Leistungen vorläufig zu erbringen, wenn die unverzügliche Erbringung der Leistung erforderlich ist (§ 185 Abs. 7 Satz 3). Die Vorschrift über die Erstattung selbstbeschaffter Leistungen (§ 18 SGB IX) findet auf das Integrationsamt keine Anwendung. Eine Aufstockung der Leistungen der Rehabilitationsträger durch Leistungen des Integrationsamtes im Rahmen der Begleitenden Hilfe im Arbeitsleben ist nicht zulässig (Aufstockungsverbot).